# 中華民國—西班牙關係
中華民國與西班牙王國於1913—1941年、1952—1973年有官方外交關係，二次斷交後，於對方首都互設具大使館功能的代表機構。

## 政治

### 外交

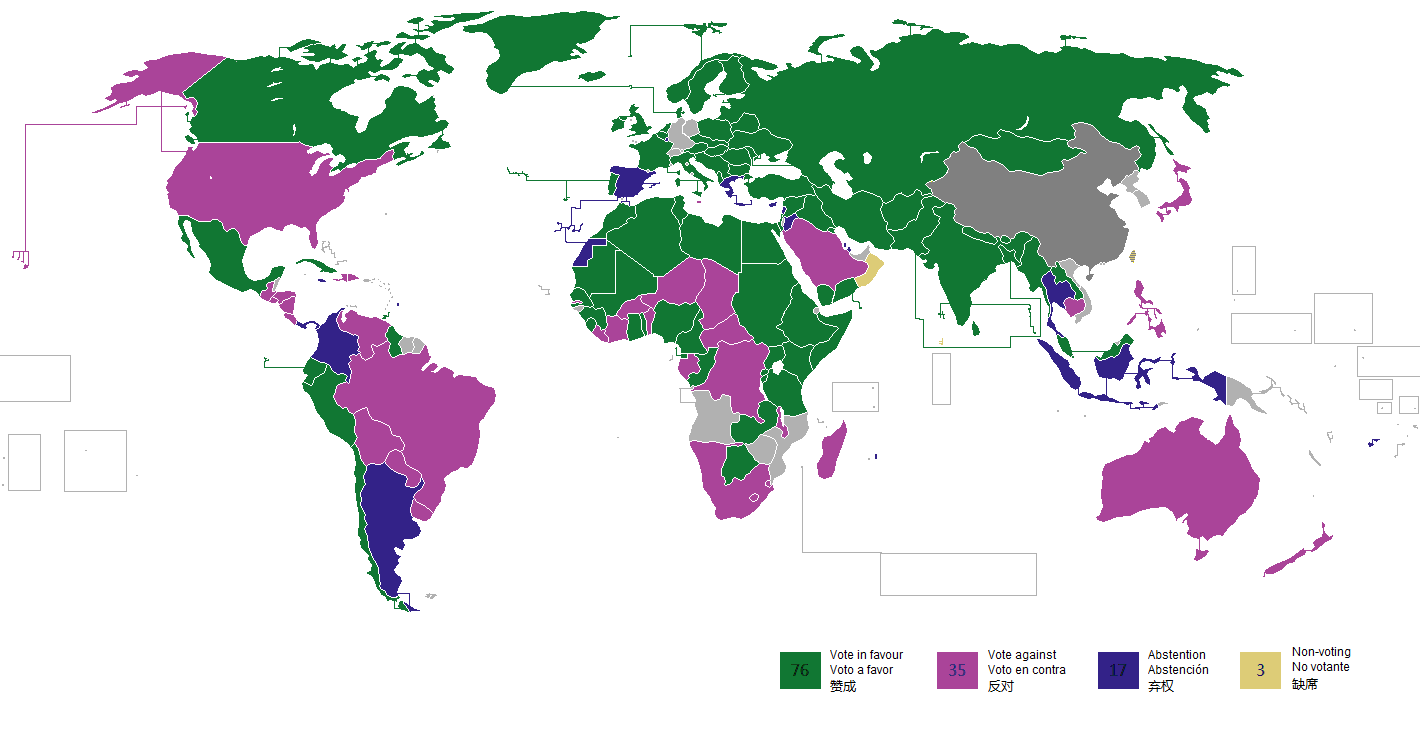
藍色國家表示在1971年的投票中對於中華民國續留聯合國一案棄權，即《聯合國大會2758號決議》，其中包括西班牙。

1913年10月6日，西班牙外交承認中華民國北洋政府。於首都马德里設立中華民國駐西班牙王國公使館、於首都北京設立西班牙王國駐中華民國公使館，並互派公使。中華民國公使多為兼任或臨時代办，西班牙首任公使則由駐前大清公使直接續任。
1928年12月27日，隨著國民革命軍北伐幾近尾聲，西班牙外交承認中華民國國民政府。
1931年4月14日，西班牙共和國取代了西班牙王國。1939年1月26日，佛朗哥在西班牙內戰中獲勝，建立西班牙國。
1937年12月2日，西班牙與满洲国建交。1941年7月2日，西班牙承認汪精衛政權，中華民國與之斷交。
1949年，中華民國政府遷台。
由於當時西班牙為反共的佛朗哥政權一黨執政，故仍選擇與中華民國保持外交關係。1952年6月27日，恢復邦交並升格為大使級外交關係。於首都臺北與馬德里互設大使館，並互派大使。初期由西班牙駐菲律賓大使兼任駐華大使，而駐華大使館僅派秘書、參事擔任代辦。1960年才任命長期擔任駐華代辦的胡國材（Julio de Larracoechea）為駐華大使。
1971年10月25日，西班牙在聯合國大會上就中國代表權問題棄權，即《聯合國大會2758號決議》（其他棄權的歐洲國家為希臘、賽普勒斯與盧森堡）。
1973年3月10日，與中華民國斷交。4月9日，關閉大使館。
1975年11月20日，佛朗哥病逝後數年，西班牙王國恢復。
1979年4月15日，總統蔣經國接受西班牙《雅報》記者柯契洛訪談表示，中共所謂「國共合作」，就是要以「國共合作」來達到其消滅國民黨的陰謀。
2002年5月，西班牙在世界衛生大會（WHA）的總務委員會中，發言反對中華民國的邦交國所提「邀請台灣以觀察員身分參與世界衛生大會」案列入大會議程。
2003年9月，歐洲議會和西班牙、德國、法國、英國、義大利等國會友台小組共同倡議籌組「馬可波羅俱樂部」（Marco Polo Club）。2004年11月，舉辦成立典禮暨第1屆年會。
2019年1月2日，對於中國共產黨中央委員會總書記習近平在《告台灣同胞書》發表40周年紀念會的有關談話，被中華民國總統蔡英文拒絕，並在Facebook分享「台灣共識」各國語言版本。5日，追求從西班牙獨立的加泰隆尼亞政府前主席普伊格蒙特，在Twitter轉貼蔡英文的貼文，並以正體中文表示，「對台灣總統蔡英文女士在她發表的聲明裡使用加泰隆尼亞語，我深表感謝。我們支持台灣爭取自由和自決權。」
2019年5月，西班牙國會議員友好協會長呼籲世界衛生組織（WHO）幹事長譚德塞邀請台灣參與世界衛生大會。
2020年4月1日，對於2019冠状病毒病疫情在全球擴散，中華民國總統蔡英文宣布捐贈1,000萬片口罩給疫情嚴重的國家。外交部指出，其中700萬片給西班牙在內的9個欧洲联盟成员国以及瑞士與英國、300萬片給美國、100萬片給中華民國的邦交國。

#### 人員互訪（1998年至今）
僅列舉部分名單：
中華民國：總統夫人周美青、前副總統呂秀蓮、總統府資政林澄枝、立法院長王金平、立法院副院長曾永權、考試院長關中、中央銀行總裁彭淮南、經濟部長林義夫、銓敘部長吳容明、考選部長林嘉誠、審計部審計長蘇振平、外交部政務次長楊子葆、外交部常務次長歐陽瑞雄、史亞平、國家通訊傳播委員會主任委員彭芸、石世豪、詹婷怡、金融監督管理委員會主任委員龔照勝、文化建設委員會主任委員邱坤良、青年輔導委員會主任委員鄭麗君、僑務委員會委員長張富美、吳英毅、漁業署長蔡日耀、國際貿易局長楊珍妮、智慧財產局長王美花、財團法人海峽交流基金會董事長江丙坤、世界自由民主聯盟總會長饒穎奇、台北市長馬英九、郝龍斌、雲林縣長李進勇。
西班牙：參議院副議長盧卡斯、參議院國防委員會主席狄亞斯德梅拉、參議院外交委員會主席艾羅里亞加、參議院國際收養特別委員會主席菲南德絲（María Belén Fernández-Delgado）、眾議院外交委員會主席度蘭、眾議院衛生委員會主席羅美洛、眾議院衛生暨消費委員會主席柏拉斯格斯、眾議院內政暨司法委員會主席巴迪亞（Julio Padilla）、眾議院章程委員會主席阿吉洛斯（Manuel Arqueros）、財政部常務次長狄耶斯（Fernando Díez Moreno）、總理府國內聯絡局長馬克羅（Fernando Magro Fernández）。

### 代表機構
1973年10月5日，於馬德里設立具大使館功能的駐西班牙孫中山中心。1991年1月15日，更名為駐西班牙台北經濟文化辦事處（Oficina Económica y Cultural de Taipei, España）。
1974年3月25日，西班牙於台北設立類似功能的塞萬提斯商務文化推廣中心（Centro Cerventes de Promocion Comercial y Cultural）。1982年3月22日，更名為西班牙商務辦事處（Cámara de Comercio Española）。1994年5月，西班牙外交部派遣簽證官辦理各項領務。1999年10月，時任處長高德雅（Jose Luis Garcia-Tapia）是兩國自1973年斷交後，首位駐台的西班牙政府高級官員，有別於以往的民間商會代表。

## 經濟

### 背景
西班牙由於距離中華民國相對遙遠，且在語言及文化等因素隔閡下，臺商歷來對西班牙投資較少，目前兩國經貿關係仍以進出口貿易為主，並無重大合作投資案。

### 貿易
中華民國對外貿易發展協會（外貿協會）於第2大城巴塞隆納設立台灣貿易中心。經濟部國際貿易署則於首都兼第1大城馬德里設立駐西班牙代表處經濟組。
| 年分 | 貿易總額      | 貿易總額 | 貿易總額 | 出口至西班牙  | 出口至西班牙 | 出口至西班牙 | 自西班牙進口  | 自西班牙進口 | 自西班牙進口 | 順逆差 |
| 年分 | 金額          | 年增減   | 排名     | 金額          | 年增減       | 排名         | 金額          | 年增減       | 排名         | 順逆差 |
| ---- | ------------- | -------- | -------- | ------------- | ------------ | ------------ | ------------- | ------------ | ------------ | ------ |
| 2017 | 1,722,441,654 | ▲11.1%   | 31       | 1,026,381,890 | ▲17.1%       | 27           | 696,059,764   | ▲3.3%        | 37           | 順差▲  |
| 2018 | 1,930,395,336 | ▲12.1%   | 30       | 1,249,397,242 | ▲21.7%       | 25           | 680,998,094   | ▼2.2%        | 37           | 順差▲  |
| 2019 | 1,963,166,381 | ▲1.7%    | 29       | 1,194,382,096 | ▼4.4%        | 23           | 768,784,285   | ▲12.9%       | 36           | 順差▼  |
| 2020 | 1,789,524,236 | ▼8.8%    | 31       | 1,036,727,165 | ▼13.2%       | 25           | 752,797,071   | ▼2.1%        | 35           | 順差▼  |
| 2021 | 2,491,830,060 | ▲39.2%   | 31       | 1,612,478,666 | ▲55.5%       | 22           | 879,351,394   | ▲16.8%       | 36           | 順差▲  |
| 2022 | 2,697,946,857 | ▲8.3%    | 32       | 1,752,328,910 | ▲8.7%        | 23           | 945,617,947   | ▲7.5%        | 40           | 順差▲  |
| 2023 | 2,318,582,351 | ▼14.1%   | 32       | 1,397,431,064 | ▼20.3%       | 25           | 921,151,287   | ▼2.6%        | 37           | 順差▼  |
| 2024 | 2,521,004,492 | ▲8.7%    | 31       | 1,372,812,748 | ▼1.8%        | 26           | 1,148,191,744 | ▲24.6%       | 31           | 順差▼  |

2023年的兩國貿易項目如下：
出口至西班牙的前10大項目為：經護面、鍍面或塗面之铁或非合金鋼扁軋製品；熱軋之鐵或非合金鋼扁軋製品；車輛之零件與附件；電話機（包括智能手机），以及其他傳輸或接收聲音、圖像之有線或无线网络通訊器具；鋼鐵製螺釘、螺栓、螺帽、螺旋鈎、車用螺釘、鉚釘、橫梢、開口梢、墊圈與類似製品；冷軋之鐵或非合金鋼扁軋製品；生物柴油及其混合物；腳踏車或機動車輛用之電氣照明或信號設備、擋風板刮刷器、去霜或去霧器；機器腳踏車與腳踏車裝有輔助動力者、邊車；電音響或視覺信號器具等。
自西班牙進口的前10大項目為：小客車與其他主要設計供載客之機動車輛；生鮮、冷藏或冷凍豬肉；醫藥製劑；变压器、靜電式變流器與電感器；箱盒袋類容器；未經化學改質之橄欖油及其餾分物；陶瓷舖面磚、貼面磚、馬賽克磚與類似品；車輛之零件與附件；鐵路機車、煤水车；新橡膠氣胎等。

### 投資
根據中華民國經濟部投資審議司統計，截至2023年，臺商在西班牙總投資金額約1,434萬美元，計有21件。主要投資業別：醫療保健與社會工作服務業、批發與零售業、纺织业、運輸工具制造业等；另根據西班牙對外貿易投資促進局統計，截至2021年，臺商在西班牙總投資金額約4,781萬欧元，佔該國外商直接投資總額5,284億歐元的0.009%，近5年則約1,019萬歐元，佔1993年以來總數的21.18%。
根據駐西班牙代表處經濟組訪查結果，臺商投資行業以貿易與批發為主，例如电子计算机與周邊設備、通信與網絡設備、家用电器、食品、機車、運動器材、自行車、照片沖洗、禮品零售、餐飲等，多屬中小型投資。臺灣上市上櫃公司如華碩、宏碁、微星科技、友訊科技、圓剛科技、訊舟科技、智邦科技、長榮海運、美利達工業等在西班牙設有子公司或分公司，並處理葡萄牙市場開發業務。
根據中華民國經濟部投資審議司統計，截至2023年，西班牙在臺灣總投資金額約1億0,380萬美元，計有200件。主要投資業別：電力設備製造業（海上風力發電廠與設備）、批發與零售業、金融與保險業、資訊與通訊傳播業、住宿與餐飲業、電力與燃氣供應業；藝術、娛樂與休閒服務業；專業科學與技術服務業等；另根據西班牙對外貿易投資促進局統計，截至2022年，西班牙在臺灣總投資金額約9,821萬歐元，近5年則有6,769萬歐元，佔1993年以來總數的69%。

### 組織
目前已成立西班牙台灣商會（1997年5月10日成立）、西班牙台灣青年商會（2010年3月27日成立）。

### 會議
中華民國全國商業總會與西班牙全國工商航運總會於1982年成立「中西、西中經濟商務合作委員會」（其後每年輪流在臺北及馬德里舉辦聯席會議，研商促進雙邊經貿合作事宜。但1995年第13屆聯席會議召開後，即因會議成效不彰而停辦。2000年恢復舉辦第14屆聯席會議，台灣主辦單位改為中歐貿易促進會。主辦單位後再改為中華民國國際經濟合作協會，至2017年已舉辦第20屆聯席會議。
2000年1月，為增進雙邊實質交流，兩國自1973年斷交後首度舉辦官方經貿諮商會議（總司長級），首屆在馬德里舉行，並於2001年7月在台北舉辦第2屆官方經貿諮商會議。之後分別於2002年、2004年舉辦，2008年在中斷4年多之後舉辦第5屆。
2023年11月，台北市電腦商業同業公會率領「2023年智慧城市拓銷團」前往西班牙巴塞隆納參加「智慧城市展」（Smart City Expo World Congress），並與馬德里商會（Cámara Oficial de Comercio, Industria y Servicios de Madrid）合作辦理第1屆臺西智慧城市論壇暨商業洽談會。

## 交流

### 僑民
西班牙境內來自中華民國台灣的僑民人數約1,500人，使用語言主要為國語及台語。主要僑團有台灣協會、台灣商會、中華民國婦女聯合會西班牙分會、巴塞隆納台灣同鄉聯誼會等，並設有兩所僑校（馬德里、巴塞隆納）。旅居馬德里及巴塞隆納的僑民主要從事貿易業、電腦業、電子及自行車零件進出口、旅行業等，其他城市的僑民仍以從事餐飲業為主。

### 教育
自1960年代即有台灣學生赴西班牙留學，主要進修語言學、文學、美術、音樂、建築、工商業設計等，亦有少數從事醫學、歷史、傳播、企業管理、觀光旅遊、政治科學等方面的研究；另有短期進修或遊學，進修項目包括佛朗明哥舞蹈、西班牙吉他等。目前在西班牙的台灣學生以短期遊學居多，攻讀正式學位的較少。近年來，台灣學生赴西班牙留學未見增多，主因是兩國教育體制及學歷認證制度不同，形成留學生申請學校的障礙。
兩國學術交流仍以台灣學生赴西班牙的單向為主。台灣的輔仁大學、淡江大學、靜宜大學與西班牙姊妹校大學簽署大三學生赴西班牙進修1年的計畫；文藻外語大學則利用暑期安排學生至西班牙合作大學從事語文進修2個月。這4所大學皆設有西班牙語文相關系所。
台灣則分別提供教育部的「華語文獎學金」，以及外交部的「台灣獎學金」，給予西班牙學生赴台進修學位或語文。
截至2017年，在西班牙的台灣學生約300餘名；在台灣的西班牙學生則約260名。

### 文化
2015年1月，中華民國文化部設立駐西班牙代表處文化組，並就電影、視覺藝術、表演藝術、音樂及舞蹈、陶藝等方面，與西班牙國家電影資料館、國立陶瓷博物館及國際偶戲藝術節等文化機構及藝術展演單位合作，推動一系列文化交流活動。7月9日，台灣鶯歌陶瓷博物館與西班牙國立陶瓷博物館締結為姐妹館，並簽署文化交流協議。
2017年，與西班牙國立裝飾藝術博物館合作，展出國立歷史博物館的刺繡館藏；駐西班牙台北經濟文化辦事處連續4年推動建立臺灣文化品牌計畫，與圓環藝術中心共同舉辦「臺灣製造－臺灣藝術節」（Made in Taiwan-Taiwan en el Círculo）活動。

## 司法

### 犯罪事件
2016年12月，西班牙警方在馬德里、巴塞隆納、阿利坎特等地同時破獲電信詐騙集團機房，中華民國外交部證實，經馬德里警方告知駐西班牙台北代表處，於馬德里涉案的台灣人有47人。2017年2月17日，西班牙內閣大臣會議同意中華人民共和國（以下簡稱中國大陸）對涉及電信詐騙案的269名嫌犯，包括218名台灣人引渡至中國大陸的請求。對此，中華民國外交部再度召見西班牙駐台代表，要求西班牙在完成司法程序後，依據「國籍管轄原則」將涉案台灣人遣送回台。並對於西班牙政府的不友善決定，中華民國政府將檢討現行的雙邊交流合作，以反映嚴重關切。12月15日，西班牙法院同意將121名嫌犯引渡至中國大陸，23日再度同意引渡93人。辯護律師對將人引渡至中國大陸提出抗議，但西班牙法官以「台灣是中國的一部份」為由駁回，並於2019年4月11日重啟引渡作業，將47名嫌犯送至中國大陸，屆時面臨10年至終身監禁的刑期。
2020年4月，1名西班牙籍男子在義大利因為性侵案被判刑，潛逃出境後輾轉前往台灣生活6年，被国际刑警组织發布紅色通報，中華民國刑事警察局查獲後，與義大利警方協調遣返，但他稱很喜歡台灣，且義大利是2019冠状病毒病疫區，不希望被送回國，另受疫情影響，台灣往返義大利航班暫停，義大利於是協調法國警方接手代收嫌犯，再引渡回國。

## 協定
| 日期           | 簽署                                                                                       | 備註     |
| -------------- | ------------------------------------------------------------------------------------------ | -------- |
| 1928年12月27日 | 《中西友好通商條約》                                                                       |          |
| 1933年4月11日  | 《中西外交官用品相互免稅辦法換文》                                                         |          |
| 1953年2月19日  | 《中華民國西班牙國友好條約》                                                               |          |
| 1956年12月3日  | 《中西（班牙）貿易協定換文》                                                               | [ 註 3 ] |
| 1957年2月7日   | 《中華民國與西班牙國間文化專約》                                                           |          |
| 1990年9月17日  | 《中華民國商務仲裁協會與西班牙商務仲裁法院間協定》                                         |          |
| 1991年3月5日   | 《中華民國台北市進出口商業同業公會與西班牙那瓦拉商工會合作協議書》                         |          |
| 1994年5月      | 《中華民國對外貿易發展協會與西班牙工業部對外貿易局合作備忘錄》                             |          |
| 1997年11月7日  | 《台北市證券暨期貨管理委員會與馬德里證券管理委員會資訊交換瞭解備忘錄》                     |          |
| 2006年3月1日   | 《行政院國家科學委員會與西班牙高等科學委員會科學合作協議書》                               | [ 註 4 ] |
| 2008年9月3日   | 《台灣智慧財產局與西班牙專利商標局間機關合作瞭解備忘錄》                                   | [ 註 5 ] |
| 2010年8月5日   | 《駐西班牙台北經濟文化辦事處與駐台北西班牙商務辦事處雙邊投資促進及訓練計畫合作瞭解備忘錄》 |          |
| 2013年9月20日  | 《中華民國智慧財產局與西班牙專利商標局間專利審查高速公路瞭解備忘錄》                       | [ 註 6 ] |
| 2014年         | 《新北市立鶯歌陶瓷博物館與路易斯盧納陶瓷博物館合作交流協議》                               | [ 30 ]   |
| 2015年6月30日  | 《中華民國經濟部與西班牙工業組織學院攬才合作備忘錄》                                       |          |
| 2015年7月9日   | 《新北市立鶯歌陶瓷博物館與西班牙國立陶瓷博物館文化交流協議》                               | [ 46 ]   |
| 2015年10月6日  | 《台西通航協定》                                                                           | [ 註 7 ] |
| 2017年6月23日  | 《臺西雙邊創新研發合作備忘錄》                                                             | [ 註 8 ] |
| 2019年4月      | 《歐洲臺灣生技協會與西班牙生物科技協會合作備忘錄》                                         |          |
| 2019年6月20日  | 《工業技術研究院與馬德里科技大學合作備忘錄》                                               | [ 55 ]   |
| 2020年11月     | 《工業技術研究院與西班牙HERRERA ZHANG合作備忘錄》                                          |          |

## 簽證

持中華民國護照的中華民國國民簽證要求分布圖：入境西班牙可以「申根區免簽證」。

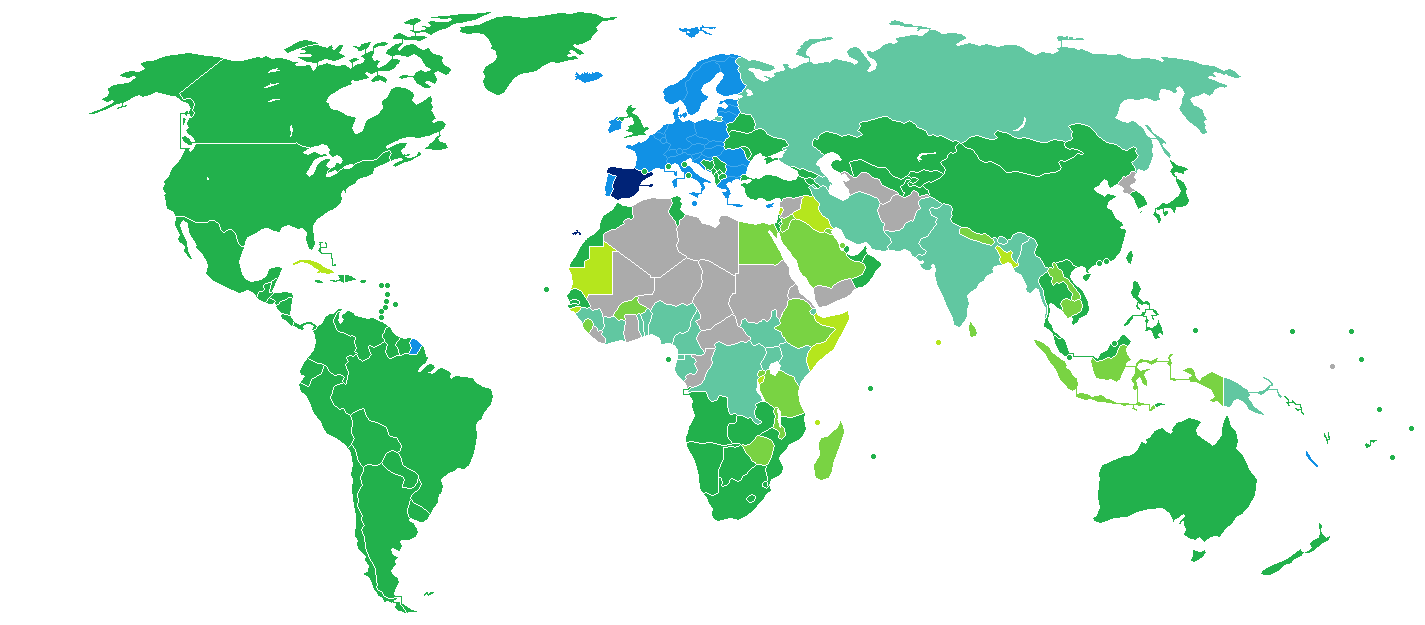
持歐盟的西班牙護照之西班牙國民簽證要求分布圖：入境中華民國可以免簽證。

歐洲申根區給予持有載明身分證字號的中華民國護照之中華民國國民可以申根區免簽證入境，停留日數與申根區合併計算，每6個月期間內總計可停留90天。經西班牙轉機至申根區亦可免簽證。
西班牙國民持有歐盟護照者也可以免簽證的方式入境中華民國，停留最多90天。

## 交通

### 航空

#### 客運
2016年3月，台灣與西班牙完成航約協商與簽署，但暫無直飛計劃，而是以轉機方式前往馬德里、巴塞隆納。
兩國無直航班機，可經由（不計航點遠近，截至2023年7月17日）：
- 臺北松山→上海-浦東、重慶[註 9]，再轉機前往西班牙的國際機場（英语：List of airports in Spain）。
- 台北桃園→北京-首都、上海-浦東、重慶、深圳（*2023年8月28日復航西班牙）、香港、首爾-仁川、新加坡、杜拜、伊斯坦堡、倫敦、巴黎、羅馬、米蘭、慕尼黑、法蘭克福、阿姆斯特丹、維也納、布拉格、紐約、洛杉磯、芝加哥、舊金山（季節性飛西班牙）、多倫多→西班牙。
- 臺中→深圳*、香港、首爾-仁川→西班牙。
- 台南→香港→西班牙。
- 高雄→北京-首都、上海-浦東、深圳*、香港、首爾-仁川、新加坡→西班牙。
- 花蓮→首爾-仁川（包機飛花蓮）→西班牙。

### 駕車
持有信用卡、中華民國汽車駕駛執照或中華民國國際駕駛執照，且須投保責任保險，可在西班牙駕車。

## 外部連結
| - 中華民國外交部－西班牙王國簡介 （页面存档备份，存于） - 駐西班牙台北經濟文化辦事處（Facebook、Twitter） - 外交部領事事務局－國外旅遊警示分級表 - 中華民國衛生福利部－國際旅遊疫情建議等級 - 中華民國國際經濟合作協會 （页面存档备份，存于） - 巴塞隆納台灣貿易中心（Facebook、LinkedIn） | - 西班牙王國外交暨合作部－台灣簡介 - 西班牙商務辦事處 - 西班牙在地台的Facebook專頁 |